# San Rafael (El Salvador)
San Rafael es un distrito del municipio de Chalatenango Centro ubicado en el departamento de Chalatenango (El Salvador). Cuenta con 3 964 habitantes según el censo de 2024.
| Censo | Población | Cambio | Porcentaje |
| ----- | --------- | ------ | ---------- |
| 2007  | 4 264     | N/D    | N/D        |
| 2024  | 3 964     | -1 300 | -30.5%     |

## Toponimia
Su nombre es en honor a Arcangel Rafael, santo de la iglesia católica, o por Rafael Zaldivar, presidente de la república.

## Geografía
Está limitado al norte por San Francisco Morazán, al noreste por Santa Rita y El Paraíso, al sureste por Santa Rita, al sur por El Paraíso y Santa Rita, al suroeste y oeste por El Paraíso y al noroeste por Tejutla y El Paraíso. El área mide 23.72 kms2.
Riegan al distrito los ríos: Potrero, Las Minas, Grande, El Llano, La Calera, El Chilo. Estribaciones de la Cordillera fronteriza septentrional, forman los cerros: El Achiotal, El Jiote, Pacha, El Brujo y El Capitán. Su clima es cálido.

## Instituciones
Hay dos unidades de salud que brindan atención primaria en salud, hay inspector de saneamiento y es permanente, no hay fundaciones, hay casa de la cultura que cuenta con un comité de apoyo y jóvenes que participan en actividades culturales, cuenta con una Ludoteca Municipal en la cual juegan aprendiendo niños y niñas de 3 a 12 años de edad, comité de seguridad ciudadana, club de adolescentes de la unidad de salud y jóvenes que conforman la pastoral juvenil, hay tres grupos de AA.
Cuenta con varios centros escolares, tanto en el casco urbano, como en algunos de sus cantones, y cuenta con un Instituto Nacional el cual imparte educación media, el cual está ubicado en el Casco Urbano del distrito.

## Orígenes
Según el corregidor intendente don Antonio Gutiérrez y Ulloa. en 1807 existía en el partido de Chalatenango una "aldea de ladinos" llamada Grande o Llano Grande, "con 20 caballerías de tierra fértil, aunque bastante desigual", cultivadas de jiquilite y de maíz. Estas aldea se había formado en el antiguo latifundio denominado igualmente Grande o Llano Grande, que en aquella época era "una de las principales (haciendas) del partido de Chalatenango", y propiedad de una familia de apellido Orellana.

## Inicios del distrito
Durante la administración del doctor don Rafael Zaldívar y por Decreto Legislativo de 31 de enero de 1881, se erigió en pueblo, con el nombre de San Rafael, la antigua aldea de Llano Grande o Grande, y se incorporaron en el nuevo municipio los valles de Desamparados, el Morrito y Ojos de Agua, segregados todos de la jurisdicción de Dulce Nombre de María, distrito de Tejutla. En 1890 tenía 1,440 almas.
Contextualización local.
El distrito de San Rafael está ubicado a 360 metros SNM, tiene una extensión de 23.72 km²,  San Rafael Municipio del Departamento de Chalatenango. Está limitado al norte por el Municipio de San Francisco Morazán y Dulce Nombre de María, al este con Santa Rita y el Paraíso, al oeste con el Paraíso y Tejutla
División territorial.
El núcleo urbano del distrito se divide en 4 barrios y una colonia: El Centro, El Calvario, San Antonio, Concepción y la Colonia Las Brisas.
El núcleo rural se divide en 4 cantones un caserío: Los Desamparados, San José Los Sitios, San Antonio Buena vista, ojos de Agua y el Caserío Los Vados.
Hidrografía Orografía.
Los ríos que rodean el distrito de San Rafael son: Río Grande, El Potrero, El Llano, Las Minas, desembocando todos en el río Lempa.
Los Cerros que rodean: El Achiotal, El Jiote, Pacha, El Brujo, El Chino y el Capitán.
Clima: Cálido.
Topografía: Plano.
El municipio de San Rafael tiene una población de 4, 264 habitantes en el año de 2007 de los cuales 2,270 constituyen el 49 % de la población en el rango de la edad de 0 a 18 años. Fuente de información www. Censos. gob. sv
Las familias están divididas así:

## Sucesos posteriores
Por Decreto Legislativo de 12 de mayo de 1902, se le anexaron los cantones de Tobías, La Rastra, El Chilamate y Las Flores, que pertenecían al pueblo de Santa Rita extinguido por esa Ley; pero al crearse nuevamente este municipio, con fecha 28 de abril de 1903, los expresados cantones retornaron a su antigua jurisdicción. Por Ley de 15 de julio de 1919, se segregó del distrito de Tejutla y se incorporó en el de Dulce Nombre de María. Desde su fundación fue municipio del departamento de Chalatenango, hasta en entrada en vigencia de la nueva ley de reestructuración territorial en mayo de 2024 que convirtió al municipio en un distrito.

## Turismo
Entre sus principales atractivos turísticos se encuentra el turicentro Chalate Country Club, el cual se encuentra en lo que era la hacienda El Morrito, en el cantón de Los Sitios y también el turicentro Acuática Water City ubicado en Barrio el Centro frente al Parque Central.
También los distintos ríos que bañan al municipio; también podemos disfrutar de los distintos platos típicos como los son: las pupusas, pasteles, tamales, nuegados, torrejas, etc. Los podemos encontrar en todo el municipio.

## Gobierno Municipal
La última alcaldesa municipal, antes de la reestructuración de municipios, fue la Lic. Marta Adelina Villegas en la coalición (Nuevas Ideas- GANA- PCN)
Alcalde Municipal anterior es el Sr. Roberto Alirio Guardado Alcalde actual por el partido Alianza Republicana Nacionalista (ARENA).
Le antecede Patricio Deras elegido para el periodo 2009 – 2012 por el partido Demócrata Cristiano (PDC), quien sucede a Rosa Encarnación Cardoza de Rodríguez, anteriormente alcaldesa por varios periodos, perteneciente al partido Alianza Republicana Nacionalista (ARENA).

## Fiestas Patronales
San Rafael celebra sus fiestas patronales del 14 al 24 de octubre dedicadas a San Rafael Arcángel, y sus fiestas co-patronales del 06 al 16 de diciembre en honor de la Virgen de los Desamparados.
En el marco de estas celebraciones se desarrollan diversas actividades sociales entre las que destacan Toreo y Jaripeo llevado a cabo en el parque central del municipio, entradas de enmascarados, quemas de pólvora, fiestas bailables, quiebras de piñatas, elección de reina de las fiestas patronales, además de muchas otras.
Entre las religiosas destacan procesiones, Ave María, Misas patronales y muchos más.